# Zeccone
Zeccone (lombardul: Zcón) település Olaszországban, Lombardia régióban, Pavia megyében. Lakosainak száma 1719 fő (2023. január 1.). Zeccone Bornasco, Giussago és San Genesio ed Uniti községekkel határos.

## Népesség
A település lakossága az elmúlt években az alábbi módon változott:
| Lakosok száma | 1697 | 1684 | 1719 |
|               | 2017 | 2018 | 2023 |